# 武胜站
武胜站，位于中华人民共和国四川省广安市武胜县万善镇，是兰渝铁路上的火车站，于2015年12月30日启用营运，现由成都铁路局重庆北车务段管辖。

## 車站周邊
- 中国邮政储蓄银行万善镇支行
- 万善初中
- 万善小学
- 武胜万善职业中学

## 歷史
- 2015年7月1日完工。[3]
- 2015年12月30日通车启用。[4]

## 外部連結
- 中国铁路客户服务中心（页面存档备份，存于）